# El Carrizal, Jungapeo
El Carrizal är en ort i Mexiko.   Den ligger i kommunen Jungapeo och delstaten Michoacán de Ocampo, i den södra delen av landet, 150 km väster om huvudstaden Mexico City. El Carrizal ligger 1 514 meter över havet och antalet invånare är 373.
Terrängen runt El Carrizal är kuperad åt nordost, men åt sydväst är den bergig. Runt El Carrizal är det tätbefolkat, med 257 invånare per kvadratkilometer. Närmaste större samhälle är Jungapeo de Juárez, 8,4 km nordost om El Carrizal. I omgivningarna runt El Carrizal växer huvudsakligen savannskog.